# Versailles (Schiff)
Die Versailles war eine französische Kanalfähre, die von 1921 bis 1940 die Linie Dieppe-Newhaven befuhr und dann vor der deutschen Kriegsmarine als Minenschiff eingesetzt wurde.

## Französische Ärmelkanalfähre
Das Schiff wurde 1914 für die französische Staatseisenbahn Chemins de Fer de l’Etat bei der Werft Forges et Chantiers de la Méditerranée in Le Havre auf Kiel gelegt, aber der Bau wurde nach dem Ausbruch des Ersten Weltkriegs unterbrochen und erst 1919 wieder aufgenommen.  Das Schiff war 95,0 m lang und 11,0 m breit, hatte 3,2 m Tiefgang und war mit 1903 BRT vermessen. Seine vier Kessel und zwei Dampfturbinen leisteten 15000 PS und ergaben eine Höchstgeschwindigkeit von 17 Knoten. Die Versailles wurde im Juli 1921 abgeliefert und bediente dann die Ärmelkanalroute zwischen Dieppe in der Normandie und Newhaven in Südengland, die von der Chemins de Fer de l’Etat und der englischen London, Brighton and South Coast Railway (LBSC) gemeinsam betrieben wurde.

## Französischer Truppentransporter
Am 20. Mai 1940, nach dem deutschen Angriff auf Belgien und die Niederlande, wurde die Versailles von der französischen Marine requiriert, um Truppen zur französischen 7. Armee (General Giraud) in die Niederlande und nach Belgien zu transportieren.  Danach wurde sie in den letzten Mai- und ersten Junitagen bei der Operation Dynamo, der Evakuierung der um Dünkirchen eingeschlossenen alliierten Truppen, eingesetzt.

## Deutsches Minenschiff
Nach der Besetzung Frankreichs im Juni 1940 fiel das Schiff in deutsche Hand. Es wurde von der Kriegsmarine zum Minenschiff ausgerüstet, um bei der geplanten Invasion Großbritanniens (Unternehmen Seelöwe) flankierende Minensperren beidseitig der deutschen Invasionswege zu legen. Es konnte bis zu 111 Minen mitführen und war mit zwei 20-mm-Flugabwehrkanonen bewaffnet. Nachdem der Plan zur Invasion Englands aufgegeben worden war, wurde die Versailles im Februar 1941 in die Ostsee verlegt und der Minenschiffgruppe Ost zugeteilt. Beim deutschen Angriff auf die Sowjetunion im Juni 1941 legte die Versailles mit den Minenschiffen Preußen, Grille und Skagerrak Minensperren in der östlichen Ostsee, um ein Vordringen sowjetischer Streitkräfte in die mittlere Ostsee zu verhindern.
Das Schiff stellte sich jedoch wegen übermäßiger Vibration seiner Kielplatten als ungeeignet heraus und wurde bereits Mitte Juli 1941 in Wesermünde aufgelegt und am 24. Januar 1942 endgültig außer Dienst gestellt. Bei Kriegsende war das Schiff nach den alliierten Bombenangriffen auf den Hafen in derart schlechtem Zustand, dass es bereits 1945 verschrottet wurde.